# Deplanchea speciosa
Deplanchea speciosa là một loài thực vật có hoa trong họ Chùm ớt. Loài này được Vieill. mô tả khoa học đầu tiên năm 1863.